# Aribert Wäscher
Aribert Wäscher, all'anagrafe Robert Ernst Wilhelm Wäscher (Flensburgo, 1º dicembre 1895 – Berlino, 14 dicembre 1961), è stato un attore tedesco.
Interprete teatrale e cinematografico, è noto per i film Una inebriante notte di ballo (1939), Ballata berlinese (1948) e Accadde a Berlino (1953).

## Biografia
Aribert Wäscher è nato il 1 ° dicembre 1895 a Flensburgo. Ha iniziato la sua carriera teatrale a Berlino, ha debuttato nel 1919 al Kleinen Theater, per poi trasferirsi al teatro tedesco di Lustspielhaus, Volksbühne, Barnowsky e al Teatro di Stato, dove ha lavorato fino alla guerra come esecutore. Subito dopo la guerra ha interpretato il ruolo di Giove nel Orfeo all'inferno alla Komische Oper di Berlino.
Oltre al suo lavoro teatrale Wascher ha debuttato anche nei film, Spielte erstmals nel 1921 ruolo nel film muto di Gerhard Lamprecht, Der Friedhof der Lebenden seguita da un'altre produzioni del cinema muto che lo rendono popolare attore non protagonista. Con l'introduzione del suono e il suo coinvolgimento in film classici come Anfitrione - Aus den Wolken kommt das Glück (1935). Anche negli anni della guerra Wäscher era richiesto come attore cinematografico e stato messo dal Reichsministerium für Volksaufklärung und Propaganda del Reich sulla Gottbegnadeten-Liste. Era sposato con l'attrice tedesca Gudrun Genest. Morì il 14 dicembre 1961 a Berlino.

## Filmografia

### 1920
- Das Fest der schwarzen Tulpe, regia di Marie Luise Droop, Muhsin Ertugrul (come Ertugrul Mousshin-Bey)

### 1921
- Der Friedhof der Lebenden, regia di Gerhard Lamprecht (1921)
- Frauenbeichte, 1. Teil - Die Beichte einer Ausgestossenen, regia di Gerhard Lamprecht (1921)
- Die Beichte einer Mutter, regia di Gerhard Lamprecht (1921)

### 1925
- Die Verrufenen, regia di Gerhard Lamprecht (1925)
- Hanseaten, regia di Gerhard Lamprecht (1925)

### 1926
- Menschen untereinander , regia di Gerhard Lamprecht (1926)
- Kreuzzug des Weibes, regia di Martin Berger (1926)
- Wie bleibe ich jung und schön - Ehegeheimnisse, regia di Wolfgang Neff (1926)

### 1927
- Die Geliebte des Gouverneurs, regia di Friedrich Fehér (1927)

### 1928
- Sechs Mädchen suchen Nachtquartier , regia di Hans Behrendt (1928)
- Die Dame und ihr Chauffeur , regia di Manfred Noa (1928)
- Der fesche Husar, regia di Géza von Bolváry (1928)
- Principessa Olalà (Prinzessin Olala), regia di Robert Land (1928)
- Der Raub der Sabinerinnen, regia di Robert Land (1928)

### 1929
- La danzatrice di corda (Katharina Knie), regia di Karl Grune (1929)

### 1930
- Alle soglie dell'impero (Das Flötenkonzert von Sans-souci), regia di Gustav Ucicky (1930)

### 1931
- Zweierlei Moral , regia di Gerhard Lamprecht (1931)
- Ronny, regia di Reinhold Schünzel (1931)

### 1932
- Sotto falsa bandiera (Unter falscher Flagge), regia di Johannes Meyer (1932)

### 1933
- Eine Stadt steht kopf , regia di Gustaf Gründgens (1933)
- Rund um eine Million, regia di Max Neufeld (1933)
- Vittorio e Vittoria (Viktor und Viktoria), regia di Reinhold Schünzel (1933)

### 1934
- Meine Frau, die Schützenkönigin, regia di Carl Boese (1934)
- Stasera da me  (...heute abend bei mir), regia di Carl Boese (1934)
- Paganini (Gern hab' ich die Frau'n geküßt), regia di E.W. Emo (1934)
- Der Herr der Welt, regia di Harry Piel (1934)
- Die Insel, regia di Hans Steinhoff (1934)
- Spiel mit dem Feuer, regia di Ralph Arthur Roberts (come Ralph A. Roberts) (1934)
- Turandot (Prinzessin Turandot), regia di Gerhard Lamprecht (1934)
- Dannazione (Liebe, Tod und Teufel), regia di Heinz Hilpert e Reinhart Steinbicker (1934)

### 1935
- Una notte a Pietroburgo (Petersburger Nächte), regia di E.W. Emo (1935)
- Frischer Wind aus Kanada, regia di Erich Holder, Heinz Kenter (1935)
- Giovanna d'Arco (Das Mädchen Johanna), regia di Gustav Ucicky (1935)
- Anfitrione (Amphitryon), regia di Reinhold Schünzel (1935)
- Le cortigiane del Re Sole (Liselotte von der Pfalz), regia di Carl Froelich (1935)
- Stradivari, regia di Géza von Bolváry (1935)
- Lady Windermeres Fächer, regia di Heinz Hilpert (1935)
- Donne e carnefici (Henker, Frauen und Soldaten), regia di Johannes Meyer (1935)
- Le spie di Napoleone (Der höhere Befehl), regia di Gerhard Lamprecht (1935)

### 1936
- Donogoo Tonka, regia di Reinhold Schünzel (1936)
- L'anello tragico (Savoy-Hotel 217), regia di Gustav Ucicky (1936)
- Ein seltsamer Gast, regia di Gerhard Lamprecht (1936)
- Drei Mäderl um Schubert, regia di E.W. Emo (1936)
- Das Schönheitsfleckchen, regia di Rolf Hansen (1936)
- Stärker als Paragraphen, regia di Jürgen von Alten (1936)
- Oro nero (Stadt Anatol), regia di Viktor Turžanskij (1936)
- Donner, Blitz und Sonnenschein, regia di Erich Engels (1936)
- Unter heißem Himmel, regia di Gustav Ucicky (1936)

### 1937
- Condottieri , regia di Luis Trenker (1937)
- Madame Bovary, regia di Gerhard Lamprecht (1937)
- Mein Sohn, der Herr Minister , regia di Veit Harlan (1937)
- Bandiera gialla (Die gelbe Flagge), regia di Gerhard Lamprecht (1937)
- Brillanti (Brillanten), regia di Eduard von Borsody (1937)
- Hahn im Korb, regia di Heinz Paul (1937)

### 1938
- Grossalarm, regia di Georg Jacoby (1938)
- Il piccolo e grande amore (Die kleine und die große Liebe), regia di Josef von Báky (1938)
- Delitto sull'autostrada (Mordsache Holm), regia di Erich Engels (1938)
- Capriccio, regia di Karl Ritter (1938)

### 1939
- Spaßvögel , regia di Fritz Peter Buch (1939)
- Il mistero dei due volti (Der grüne Kaiser), regia di Paul Mundorf (1939)
- Bel Ami l'idolo delle donne  (Bel Ami), regia di Willi Forst (1939)
- Silvesternacht am Alexanderplatz, regia di Richard Schneider-Edenkoben (1939)
- Treno di lusso (Salonwagen E 417), regia di Paul Verhoeven (1939)
- Una inebriante notte di ballo (Es war eine rauschende Ballnacht), regia di Carl Froelich (1939)
- Die unheimlichen Wünsche, regia di Heinz Hilpert (1939)
- Allarme al n 3 (Alarm auf Station III), regia di Philipp Lothar Mayring (1939)

### 1940
- Conflitto tragico (Der Weg zu Isabel), regia di Erich Engel (1940)
- Kleider machen Leute, regia di Helmut Käutner (1940)
- Falstaff in Wien, regia di Leopold Hainisch (1940)

### 1941
- Due amori (Die schwedische Nachtigall), regia di Peter Paul Brauer (1941)
- Jakko, regia di Fritz Peter Buch (1941)
- Frauen sind doch bessere Diplomaten, regia di Georg Jacoby (1941)
- La donna dai due volti (Das andere Ich), regia di Wolfgang Liebeneiner (1941)

### 1942
- Crepuscolo di gloria  (Rembrandt), regia di Josef von Sternberg (1942)
- Anschlag auf Baku, regia di Fritz Kirchhoff (1942)
- Voglio essere amata (Hab mich lieb), regia di Harald Braun (1942)

### 1944
- Die Zaubergeige, regia di Herbert Maisch (1944)
- Herr Sanders lebt gefährlich, regia di Robert A. Stemmle (1944)
- Junge Adler, regia di Alfred Weidenmann (1944)
- Der Mann, dem man den Namen stahl, regia di Wolfgang Staudte (1944)

### 1945
- Shiva und die Galgenblume, regia di Hans Steinhoff (1945)
- Meine Herren Söhne, regia di Robert A. Stemmle (1945)
- Der Erbförster, regia di Alois Johannes Lippl (1945)

### 1946
- Sag' die Wahrheit, regia di Helmut Weiss (1946)

### 1947
- Herzkönig, regia di Helmut Weiss (1947)

### 1948
- Danke, es geht mir gut , regia di Erich Waschneck (1948)
- Die seltsamen Abenteuer des Herrn Fridolin B., regia di Wolfgang Staudte (1948)
- Ballata berlinese (Berliner Ballade), regia di R.A. Stemmle (Robert Adolf Stemmle) (1948)

### 1949
- Die Kuckucks, regia di Hans Deppe (1949)
- Nächte am Nil, regia di Arthur Maria Rabenalt (1949)

### 1951
- Eva im Frack, regia di Paul Verhoeven (1951)
- Stips, regia di Carl Froelich (1951)
- Es geht nicht ohne Gisela, regia di Hans Deppe (1951)
- Wenn die Abendglocken läuten, regia di Alfred Braun (1951)

### 1953
- Accadde a Berlino (The Man Between), regia di Carol Reed (1953)

### 1954
- Bassopiano (Tiefland), regia di Leni Riefenstahl (1954)
- Die große Starparade, regia di Paul Martin (1954)
- Ein toller Tag, regia di Oscar Fritz Schuh (1954)

### 1955
- Ein Mann vergißt die Liebe, regia di Volker von Collande (1955)